# Nesterov
Nesterov (russisk: Не́стеров; tr. Nésterov), indtil 1938 kendt som Stallupönen (tysk: Stallupönen; polsk: Stołupiany; litauisk: Stalupėnai) og fra 1938 til 1946 kendt som Ebenrode, er en by i Rusland. Byen ligger i Kaliningrad oblast, der er en russisk eksklave mellem Polen og Litauen.
Nesterov ligger ca. 140 kilometer øst for byen Kaliningrad tæt på grænsen til Litauen. Byen har et indbyggertal på 3.342 (2023) indbyggere. Den blev nævnt første gang i 1539  og fik bystatus i 1722. I 1914 fandt Slaget ved Stallupönen, en af de indledende kamphandlinger på Østfronten under Første Verdenskrig, sted ved byen.